# 业务
業務意指某种有目的的工作或工作项目，業務也是業務員、業務人員的簡稱（即推銷員），是指一群做銷售、行銷的專業工作者，負責將公司之產品或服務銷售給客戶。
從理論上而言，业务的活动主体是透过一系列理论与实践（或原理与行为）来重组和揉合（包括美化、排序、组合等）有形和无形的资源，使得新生资源具备吸引客体关注或交付使用的能力，且可为主体带来利益的可重复的健康的人类社会活动。
考虑到企业已经成为现代社会最常见的活动主体，故可为业务作现实定义，即企业运用科学方法和生产工艺生产出可交付用户使用的产品与服务，并以此为企业带来利益的行为。
现代汉语中「业务」一词的用法被认为源自日语。

## 工作內涵
業務的工作，通常包括售前諮詢與售後服務，其具體項目包括銷售管理、客戶名單收集、潛在客戶的篩選與連絡、公司服務/產品的推介、報價、與客戶互動、持續追蹤進度等一切確保銷售流程順暢的手段。

## 在其他語言中的相同用法
業務与“企业”一词类似並且有所关联，在与信息技术应用或企业信息化相关的许多新概念中，业务与英文中的 Business对应，貼近其某部分特定的含义，例如：业务流程或业务过程（business process）、业务流程管理（business process management, BPM）、业务流程再造（business process reengineering, BPR）、业务流程建模（business process modeling）、业务集成（business integration）、业务分析师（business analyst）等等。當"業務（business）"在这种用法中，指的是组织中有目的的活动，与“业务流程”接近同义，但絕對并不局限于商业性活动。

## 銷售、公共關係、推廣與行銷相關
業務作為業務員的簡稱時，是指一群專門做銷售行銷的工作者，負責將公司之產品銷售給客戶，也可以有"跑業務"的說法。有一組織為業務幫，為集合業務成員的平台。業務幫於2011年1月5日發起成立「業務節」，目地為彰顯業務員為社會及企業所做出偉大的貢獻。